# 11810 Preusker
11810 Preusker è un asteroide della fascia principale. Scoperto nel 1981, presenta un'orbita caratterizzata da un semiasse maggiore pari a 2,9989052 UA e da un'eccentricità di 0,0739793, inclinata di 4,16151° rispetto all'eclittica.